# 陳鴻烈
陳鴻烈（英語：Chen Hung Lieh，1943年6月7日—2009年11月24日），原名周鴻烈，香港影視男演員、資深影視甘草演員，出生於上海，曾為1960至1970年代之國語長片電影的著名反派演員角色，也是當時難得因為飾演反派而一炮之走紅演員，生前亦是邵氏兄弟電影及香港無綫電視藝人。

## 生平

### 童年
陳鴻烈在1943年6月7日（農曆癸未年五月五日）出生於上海的大富之家，年幼時居住於上海華山醫院前址的一幢私人大宅，家有11名兄弟姊妹；除有11位傭人作貼身照顧外；現時妻兒長居臺灣，也有名貴轎車代步，1949年因國共內戰而跟隨母親逃难来到香港；及後也跟隨母姓，把姓周改為姓陳。

### 加入邵氏
陳鴻烈於1962年加入邵氏兄弟旗下的「南國訓練班」，並在接受訓練後簽約邵氏兄弟當演員。由於陳鴻烈在邵氏兄弟飾演反派，而且是當時的配角角色，陳鴻烈因此而向邵氏兄弟要求飾演主角，並向邵氏兄弟表示假若邵氏兄弟認為陳鴻烈不值錢則離開演藝行業而從商；不過，邵逸夫認為陳鴻烈可以造就主角，並為他調整飾演主角的合約外，薪金也由出道時的每月250元大幅調升至每月3500元。1964年，陳鴻烈在的電影《大醉俠》飾演反派的玉面虎一鳴驚人，並與同劇演出的鄭佩佩和岳華一起走紅，也是六、七十年國語片時代著名的反派；陳鴻烈及後和鄭佩佩拍拖。走紅後的陳鴻烈為公司賺大錢，也是他最風光的時刻，當時陳鴻烈在窩打老道山居住外，也駕駛英國品味一派的古董車MG至寶馬跑車，但已在於1970年代和胞弟自組電影公司及執導電影；再先後三度進入無綫電視。

### 執導
陳鴻烈於1971年和邵氏兄弟著名花旦潘迎紫結婚，這段婚姻維持八年，於1979年離婚；陳鴻烈被稱為「負心漢」外，也被潘迎紫指陳鴻烈多女人及不給家用，陳鴻烈和弟弟陳浩於1974年合資電影公司，並於同年親自執導第一部電影《沖天炮》，而他執導的第二部電影《狼吻》於1976年獲得亞洲影展的最佳攝影獎外，陳鴻烈也被提名為最佳導演獎；不過，該電影公司在幾年間已蝕了五百萬港元。陳鴻烈於1978年加入無綫電視。

### 從商
1979年離婚而導致陳鴻烈形象極差，也因而被臺灣傳媒及電視台封殺；陳鴻烈也棄影從商，於1983年起做牛仔褲生意；1988年1月為中華電視台拍攝連續劇《皇帝與公主》後專心從商，並擬不再回到影視圈，陳鴻烈和潘迎紫離婚後，於1986年經友人介紹，認識了較他年幼19歲的徐世榮，並於翌年結婚；再婚第二年，太太誕下大女兒陳品亨，之後另誕下兒子陳秉昇，妻兒長居台灣。。1988年11月間，陳鴻烈和友人在臺中洽商時被綁架達兩週，並被勒索600萬元新台幣，綁匪收到贖金後釋放二人；但有指。該次綁架是和債務糾紛有關。1993年，陳鴻烈在美國的合作伙伴退休後，一名臺灣製作人找陳鴻烈復出。

### 復出
陳鴻烈於1995年正式回到香港，加入無綫電視參演了電視劇，但於亦翌年離開；不過，陳鴻烈於2003年再回流無綫電視當甘草演員，並較常飾演大公司主席的角色；陳鴻烈而在2003年第三次重返無綫是他演藝事業的第二春。陳鴻烈於2004年憑《金枝慾孽》中飾演御醫孫清華一角而奪得「本年度我最喜愛的實力非凡男藝員」的獎項，2005年，陳鴻烈與較他年小39歲的曹敏莉拍攝《胭脂水粉》而傳出緋聞；而陳鴻烈否認傳聞，並指是順道接送曹敏莉；2008年後期因飾演《畢打自己人》的閆器而人氣急升，2008年及2009年分別憑《同事三分親》飾演言英明及《畢打自己人》飾演「大閆生」閆器一角而令陳鴻烈人氣急升；而陳鴻烈在2009年11月19日（農曆己丑年十月三日）於無綫電視台慶表演節目《萬千星輝賀台慶》中和商天娥及石修等演出〈驚喜合唱Crossover〉環節中扮演貓王，他成為陳鴻烈在幕前最後一次演出。

### 心絞痛突發去世
陳鴻烈但在2009年11月24日（農曆己丑年十月八日）下午4時許，陳鴻烈在將軍澳電視廣播城拍攝電視處境劇《畢打自己人》期間，他於第十一廠服裝間因心臟病而暈倒，及後由保安人員帶上氧氣罩並報警求助，其時已陷入了半昏迷狀態。下午四時二十分許送往將軍澳醫院急症室進行搶救後送入內科病房，延至晚上7時11分最終證實不治，享年66歲。其后陳鴻烈遺體已移送醫院公眾殮房。陳鴻烈死訊傳出後，無綫電視於當晚播出《畢打自己人》片頭前特地播放悼念陳鴻烈的黑白劇照，並配以「親愛的鴻烈大哥，謝謝您的一切，我們永遠懷念您」字幕以作最後致意。随後TVB.com讨论区也開設專區供網民留言已於11月30日（農曆己丑年十月十四日）还能在其首页直接点击图片进入讨论区；而網民在互聯網討論區有10多個討論群組以及有超過三萬人在社交網絡服務網站Facebook作致敬。另一方面，陳鴻烈於2009年9月起代言的網上遊戲《商業大亨》除了在官方網頁發出悼文外，也把網頁首頁改為黑白色，也於逝世後一天即11月25日（農曆己丑年十月九日）起至設立網上悼念冊為期達一個月。

### 喪禮
2009年11月28日（農曆己丑年十月十二日），陳鴻烈的遺孀徐世榮為亡夫到香港領取將軍澳醫院殮房死亡證；同年12月7日（農曆己丑年十月廿一日）於紅磡世界殯儀館設靈，以及12月8日（農曆己丑年十月廿二日）中午以道教儀式舉行出殯之後於送往柴灣的歌連臣角火葬場進行火化；遺體火化後的骨灰運返臺灣安葬。陳鴻烈生前正拍攝《畢打自己人》、《飛女正傳》及《天與地》；《畢打自己人》監製羅鎮岳表示陳鴻烈的戲分會繼續播出；而有關陳鴻烈在劇中的戲分仍有10集存貨及10集未完成戲分，而陳鴻烈在劇中所飾演的「閆器」一角也和陳鴻烈現實生活一樣因心臟病發而只去世，而這個劇情會於分別2010至2011年間才播出。至於陳鴻烈在另一部電視劇《天與地》剩餘未完成拍攝的10集戲分不會易角或重拍外，也不會刪剪陳鴻烈在該劇的戲分，惟該劇劇本作出修改。陳鴻烈在猝死前一星期的工時已超過69小時，而其底薪只有每月港幣3,000元（比起1964年他於邵氏的3,500元還要低），而每月總收入亦只有約六萬港元，因此有傳媒認為年長任演員的工時及保障問題值得關注。

## 演出作品

### 電影
| 年份 | 名稱                 | 飾演   | 備註                                   |
| ---- | -------------------- | ------ | -------------------------------------- |
| 1964 | 玉堂春               |        |                                        |
| 1965 | 小雲雀               |        |                                        |
| 1965 | 鴛鴦劍俠             |        |                                        |
| 1965 | 江湖奇俠             |        |                                        |
| 1966 | 大醉俠               | 玉面虎 |                                        |
| 1967 | 斷腸劍               | 屠龍   |                                        |
| 1967 | 盜劍                 | 魯天俠 |                                        |
| 1967 | 青春鼓王             |        |                                        |
| 1967 | 虹                   |        |                                        |
| 1967 | 大俠復仇記           | 馬千里 |                                        |
| 1968 | 斷魂谷               | 金虎   | 首部擔演正派角色之作                   |
| 1968 | 女俠黑蝴蝶           | 藍寶玉 |                                        |
| 1969 | 陰陽刀               | 馬樂   |                                        |
| 1969 | 插翅虎               | 郭九如 | 首部擔正第一男主角及第二部正派角色之作 |
| 1969 | 死角                 | 溫強   |                                        |
| 1970 | 武林風雲             | 魯天俠 |                                        |
| 1970 | 劍女幽魂             | 夏昭   | 第二部擔正第一男主角之作               |
| 1970 | 鐵羅漢               | 醉眼獅 |                                        |
| 1971 | 梅山收七怪           | 馬怪   |                                        |
| 1972 | 龍虎豹               |        |                                        |
| 1972 | 精忠報國             | 小梁王 |                                        |
| 1973 | 土匪                 | 方風   |                                        |
| 1973 | 股票股票             |        |                                        |
| 1975 | 社女                 |        |                                        |
| 1975 | 肉蒲團               |        |                                        |
| 1975 | 八百壯士             |        |                                        |
| 1976 | 獨臂拳王勇戰楚門九子 |        |                                        |
| 1981 | 千王鬥千后           |        |                                        |
| 1990 | 嫁到宮裡的男人       | 李蓮英 |                                        |
| 1993 | 神經刀與飛天貓       | 雷天敵 |                                        |
| 2007 | 雀聖3自摸三百番      | 貓叔   |                                        |
| 2008 | 黑勢力               | 張警司 | 陳鴻烈這是生前的最後一部拍攝電影       |

### 電視劇
| 年份 | 名稱                                 | 飾演                     | 製作         | 備註                                                                   |
| ---- | ------------------------------------ | ------------------------ | ------------ | ---------------------------------------------------------------------- |
| 1978 | 一劍鎮神州                           | 無名客                   | 香港無綫電視 |                                                                        |
| 1979 | 楚留香                               | 丁鐵幹 （楚留香師兄）    | 香港無綫電視 |                                                                        |
| 1986 | 皇帝與公主                           |                          | 台灣中華電視 | 該節目從1986年橫跨至1988年                                             |
| 1993 | 包青天之古琴怨                       | 陳太尉                   | 台灣中華電視 |                                                                        |
| 1993 | 包青天之尋親記                       | 慕容無忌                 | 台灣中華電視 |                                                                        |
| 1993 | 包青天之狄青                         | 霍天鵰                   | 台灣中華電視 |                                                                        |
| 1993 | 包青天之菩薩嶺                       | 楊文進                   | 台灣中華電視 |                                                                        |
| 1993 | 包青天之乞丐王孫                     | 許雲堂                   | 台灣中華電視 |                                                                        |
| 1995 | 包青天之弑父奇案                     | 雲元卿                   | 香港無綫電視 | 黎耀祥飾其子（成年） 唐寧飾其女（童年）                                |
| 1995 | 南拳北腿                             | 陸阿采                   | 香港無綫電視 |                                                                        |
| 1996 | 聊齋之俠女田郎                       | 嚴道生                   | 香港無綫電視 |                                                                        |
| 1996 | 聊齋之流光情劫                       | 沈叔                     | 香港無綫電視 |                                                                        |
| 1996 | 聊齋之狐仙報恩                       | 王仁騏                   | 香港無綫電視 |                                                                        |
| 1996 | 聊齋之秋月還魂                       | 王鼐                     | 香港無綫電視 |                                                                        |
| 1996 | 聊齋之翁婿鬥法                       | 翁老兒                   | 香港無綫電視 |                                                                        |
| 1996 | 笑傲江湖                             | 左冷禪                   | 香港無綫電視 |                                                                        |
| 1996 | 江湖奇俠傳                           | 康熙                     | 台灣飛騰     | 同時為此劇導演之一                                                     |
| 1997 | 保鏢（翡翠娃娃、情人保鏢、天之嬌女） | 翁泰北                   | 台灣飛騰     |                                                                        |
| 1997 | 江山美人                             | 寧王                     | 台灣民間電視 |                                                                        |
| 1998 | 馬永貞                               | 白癩痢                   | 台灣飛騰     |                                                                        |
| 1998 | 神捕（神劍萬里追）                   |                          | 台灣飛騰     |                                                                        |
| 1998 | 刀系列－短刀行                       | 無心道長                 | 台灣飛騰     |                                                                        |
| 1998 | 刀系列－迴旋刀                       | 章烈華                   | 台灣飛騰     |                                                                        |
| 1999 | 少年英雄方世玉                       | 白眉道人                 | 台灣飛騰     |                                                                        |
| 1999 | 鄉野奇譚－長壽不老猴                 | 陸世奎                   | 台灣飛騰     |                                                                        |
| 1999 | 白手風雲                             | 段天儀                   | 台灣飛騰     |                                                                        |
| 1999 | 土地公傳奇之雙龍奪珠                 | 太監崔寶年               | 台灣中華電視 |                                                                        |
| 2003 | 繾綣仙凡間                           | 裴沈元                   | 香港無綫電視 |                                                                        |
| 2003 | 西關大少                             | 伍晚成 （伍玉卿之兄）    | 香港無綫電視 |                                                                        |
| 2004 | 血薦軒轅                             | 張誠                     | 香港無綫電視 |                                                                        |
| 2004 | 金枝慾孽                             | 孫清華（孫大人、孫太醫） | 香港無綫電視 | 獲得無綫電視2004年「本年度我最喜愛的實力非凡男藝員」獎項               |
| 2004 | 楚漢驕雄                             | 項伯                     | 香港無綫電視 |                                                                        |
| 2004 | 大唐雙龍傳                           | 傅采林                   | 香港無綫電視 |                                                                        |
| 2005 | 我師傅係黃飛鴻                       | 趙霸山                   | 香港無綫電視 |                                                                        |
| 2005 | 西廂奇緣                             | 乞立贊                   | 香港無綫電視 |                                                                        |
| 2005 | 妙手仁心III                          | 曾達賢                   | 香港無綫電視 |                                                                        |
| 2005 | 胭脂水粉                             | 祝滿山                   | 香港無綫電視 |                                                                        |
| 2006 | 高朋滿座                             | 火爺                     | 香港無綫電視 | 該節目橫跨2006及2007年                                                 |
| 2006 | 火舞黃沙                             | 茅土                     | 香港無綫電視 |                                                                        |
| 2006 | 滙通天下                             | 章孝儒                   | 香港無綫電視 |                                                                        |
| 2006 | 刑事情報科                           | 鍾金元                   | 香港無綫電視 |                                                                        |
| 2006 | 千謊百計                             | 茅 泰 / 夏學祺 （反將）  | 香港無綫電視 | 2006年海外首播，到2013年才於無綫電視翡翠台播出                         |
| 2007 | 寫意人生                             | 黃道齡                   | 香港無綫電視 |                                                                        |
| 2007 | 同事三分親                           | 言英明（言生）           | 香港無綫電視 | 該節目橫跨2007及2008年播放                                             |
| 2007 | 溏心風暴                             | 陳國烈                   | 香港無綫電視 | 特別客串                                                               |
| 2007 | 蘭花刼                               | 成堡                     | 香港無綫電視 | 2007年海外首播，到2017年才於無綫電視翡翠台播出                         |
| 2008 | 畢打自己人                           | 閆器（大閆生）           | 香港無綫電視 | 該節目橫跨2008年-2010年播放 陳鴻烈生前的最後一部無綫劇集，亦是遺作之一 |
| 2008 | 珠光寶氣                             | 宋世萬                   | 香港無綫電視 | 該節目橫跨2008年-2009年播放                                            |
| 2010 | 飛女正傳                             | 容伯駒                   | 香港無綫電視 | 2008-2009年拍攝 陳鴻烈生前未播遺作之一                                 |
| 2011 | 天與地                               | 侯釗平（George）         | 香港無綫電視 | 2009年拍攝 陳鴻烈生前未播遺作之一 該節目橫跨2011年首播                 |

## 其他

### 廣告代言人
- 2009年 ，網絡遊戲《商業大亨》

## 獎項
| 年份   | 頒獎典禮                  | 獎項名稱                       | 劇集     | 角色   | 結果 |
| ------ | ------------------------- | ------------------------------ | -------- | ------ | ---- |
| 2004年 | 萬千星輝頒獎典禮          | 本年度我最喜愛的實力非凡男藝員 | 金枝慾孽 | 孫清華 | 獲獎 |
| 2005年 | Astro華麗台電視劇大獎2005 | 我的至愛爸氣十足               | 金枝慾孽 | 孫清華 | 提名 |

## 外部連結
- 永遠懷念大閆生 - 陳鴻烈（無綫電視官方留言版）
- 圈中藝人不捨陳鴻烈 「為人好好 敬業樂業」 （页面存档备份，存于）
- 惜別大閆生&t=0h0m0s YouTube上的
- 陳鴻烈在互联网电影资料库（IMDb）上的資料（英文）（英文）
- 在AllMovie上陳鴻烈的頁面（英文）
- 在AllMovie上陳鴻烈的頁面（英文）
- 陳鴻烈在香港影庫上的簡介
- 陳鴻烈在豆瓣上的资料（简体中文）
- 陳鴻烈在时光网上的簡介（简体中文）